# (2459) Spellmann
(2459) Spellmann est un astéroïde de la ceinture principale.

## Description
(2459) Spellmann est un astéroïde de la ceinture principale. Il fut découvert le 11 juin 1980 à l'Observatoire Palomar par Carolyn S. Shoemaker. Il présente une orbite caractérisée par un demi-grand axe de 3,02 UA, une excentricité de 0,07 et une inclinaison de 9,7° par rapport à l'écliptique.

## Compléments